# Alain Keler
Alain Keler est un photojournaliste et photographe documentaire français, né le 20 septembre 1945 à Clermont-Ferrand.
Il est lauréat d’un World Press Photo en 1986 et du Prix W. Eugene Smith en 1997.

## Biographie

### Famille, enfance
Alain Keler naît en 1945 à Clermont-Ferrand où ses parents se sont réfugiés pour échapper aux persécutions antisémites. Il est issu d’une famille dont les grands-parents juifs polonais sont arrivés France au début du XXe siècle.
Avec leur plus jeune fille âgée de onze ans, ses grands parents sont arrêtés à Clermont-Ferrand le 18 novembre 1943, puis déportés à Auschwitz par le convoi numéro 66 en janvier 1944,.
Après la guerre ses parents qui sont artisans maroquiniers et fabriquent des sacs à main, s’installent à Paris, 17 rue de Trévise, dans un appartement qui sert aussi d’atelier et où il passe une partie de son enfance et de son adolescence.

### Carrière professionnelle
Alain Keler prend ses premières photos à seize ans. En 1971, pour « les beaux yeux d’une jeune Américaine » il part aux États Unis où il vit de petits boulots. Le week-end « le démon de la photographie reprenait le dessus et j’arpentais les rues et les parcs de la ville à la recherche de photos à prendre ».
Il entre à l’agence Sygma en 1975. Il rejoint l’agence Gamma puis cofonde l’agence Odyssey images en 1989. Il est membre de l’agence MYOP depuis 2008.
Il a couvert tous les conflits majeurs depuis le milieu des années 1970 : Israël, le mouvement Solidarność en Pologne, l’Irlande du Nord, la révolte des étudiants de la place Tian’anmen à Pékin, la famine en Éthiopie, les guerres au Liban, au Salvador ou en Tchétchénie.
Il réalise en parallèle à son travail de commande, plusieurs documentaires photographiques plus personnels. Il photographie le quotidien, y compris celui de sa propre famille. Il suivra la vieillesse de ses parents pendant plusieurs années jusqu’à leur décès, publiant régulièrement sur son blog des photos de sa mère alors atteinte de la maladie d'Alzheimer.
Le 23 avril 2002, alors qu’il réalise un reportage sur Ingrid Betancourt pour le magazine Marie Claire, Alain Keler est détenu par les Forces armées révolutionnaires de Colombie (FARC),.
En août 2005, il couvre l'évacuation forcée du Gush Katif, dans la Bande de Gaza.
Depuis plus de 10 ans, il photographie la condition des Roms à travers l’Europe. Emmanuel Guibert a consacré une bande dessinée, initialement publiée sous forme de feuilleton dans la revue XXI, à ce reportage. Un album mêlant reportage photographique et bande dessinée a été publié en 2011 par les éditions Les Arènes sous le titre Des nouvelles d'Alain.

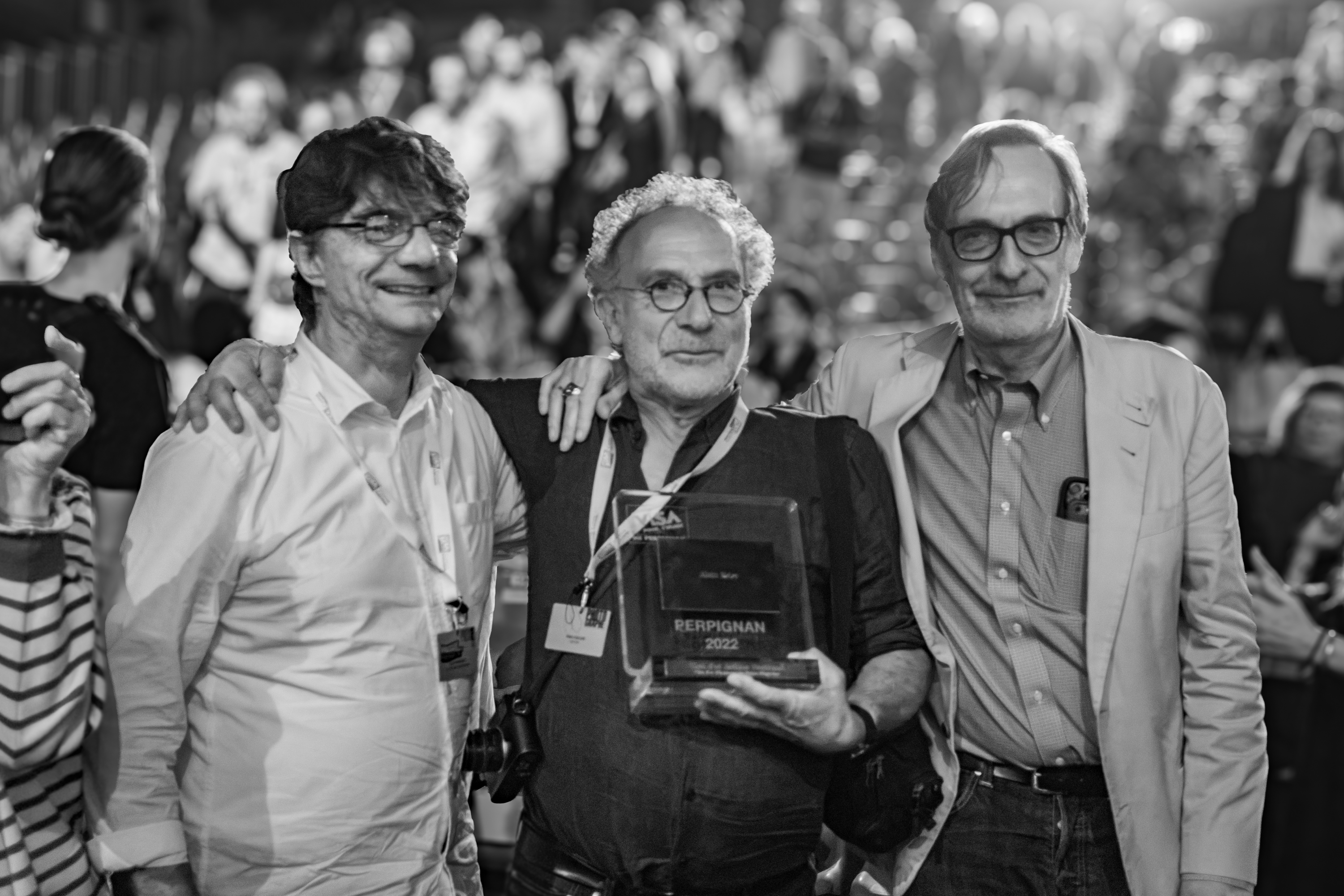
Alain Keler, entouré par Cyril Drouet et Jean-François Leroy lors de la remise du Visa d’or d’honneur du Figaro Magazine le 3 septembre à Perpignan.

Alain Keler est lauréat du Grand Prix Paris Match du photojournalisme en 1986 pour son reportage Éthiopie, déportation des Éthiopiens du nord vers le sud, du World Press Photo en 1986 (catégorie nature), du Prix W. Eugene Smith en 1997 pour son travail sur les minorités dans l’ex-monde communiste, ou encore d’une des bourses 3P de Yann Arthus-Bertrand en 2004 pour un projet sur le conflit israélo-palestinien. Sa photo d’ouvriers de Solidarność se confessant en public aux chantiers navals de Gdańsk figure dans l’ouvrage « Les 100 photos du siècle » publié en 1999.
En 2021, il expose et publie America, Americas, qui retrace ses années américaines, puis Un voyage en hiver, qui raconte un périple qui part d’un village de Slovaquie, jusqu’à Venise pendant le carnaval, accompagné de textes extraits de son journal, et dont les images sont réalisées à l’aide d’un téléphone mobile.
Alain Keler reçoit le 3 septembre 2022 le Visa d’or d’honneur du Figaro Magazine qui récompense l’ensemble de sa carrière professionnelle.
Par arrêté en date du 2 novembre 2023, la ministre de la culture Rima Abdul Malak nomme Alain Keler officier de l'Ordre des Arts et des Lettres.

## Publications
Liste non exhaustive
- 1981 : Lech Walesa - L’espoir. Texte de Jean-Louis Gazignaire. Photos de Jean-Louis Atlan, Patrick Chauvel, Alain Dejean, Fabian, William Karel, Alain Keler, Philippe Ledru, Alain Noguès, Michel Philippot et Gérard Rancinan. Collection « Sygma témoigne ». Les Éditions du Guépard / Marval.  (ISBN 2-86527-023-8)
- 1995 : La Tunisie aujourd’hui, de Jean-Claude Klotchkoff, photos d’Alain Keler, Les Éditions du Jaguar,  (ISBN 978-2-86950-251-2)
- 2000 : Vents d’est, les minorités dans l’ex-monde communiste, avec Véronique Soulé, 199 pp., Marval  (ISBN 2-86234-294-7) • présentation en ligne
- 2003 : Bretagne, texte Michel Le Bris, 218 pp., National Geographic  (ISBN 2-84582-083-6) • présentation en ligne.
- 2004 : Collectif, La France de National Geographic, Paris, National Geographic, 2005, 450 p. (ISBN 978-2845821019)
- 2008 : Ingrid Bettancourt, derniers jours d’une femme en liberté, préface d’Alain Mingam et Robert Ménard/RSF, Hugo et Compagnie  (ISBN 978-2-7556-0300-2) • présentation en ligne
- 2011 : Des nouvelles d’Alain, dessins d’Emmanuel Guibert, assisté par Frédéric Lemercier, photos d’Alain Keler, 95 pp., Les Arènes,  (ISBN 978-2-35204-138-2)
- 2012 : (de) Reisen zu den Roma, avec Emmanuel Guibert et Frédéric Lemercier, 88 p., Édition Moderne, Zürich   (ISBN 9783037310908)
- 2015 : 1982, journal d’un photographe, 72 p., auto édition,  (ISBN 978-2-9554342-0-8).
- 2018 : Journal d’un photographe, Rennes, Les Éditions de Juillet, 352 p.  (ISBN 978-2-36510-063-2)[19].
- 2020 : Chaque jour plus de vie…, essai photographique, Association Française des Malades du Myélome Multiple (af3m), Hors commerce. [PDF]
- 2020 : Juke Joint Blues, Myopzine, édition de 250 ex numérotés.
- 2021 : Un voyage en hiver, Rennes, Les Éditions de Juillet, 96 p. (ISBN 978-2-36510-078-6)
- 2021 : America Americas, Rennes, Les Éditions de Juillet, 160 p. (ISBN 978-2-36510-093-9)
- 2022 : America Americas, Latina, Rennes, Les Éditions de Juillet, 192 p. (ISBN 978-2-36510-106-6)

## Documentaires
- Le Dernier Voyage (2014), qui raconte le dernier voyage de sa famille pour Auschwitz[4].
- Parias, les Roms en Europe (2011)[4].

## Expositions
Liste non exhaustive
- 2011 : Parias, les Roms en Europe, avec Médecins du monde, Comptoir Général, Paris[20],[21].
- 2015-16 : 1982, journal d’un photographe, Espace photographique Leica, Paris.
- 2019 : Alain Keler – Journal d’un photographe, Galerie Fermé le lundi, Espèce d’espace photographique, Marseille.
- 2019 : Journal d’un photographe, Visa pour l'image, Couvent des Minimes, Perpignan[2].
- 2019 : Chaque jour plus de vie, le journal d‘un patient, le journal d’un soignant, Maison de l’Amérique latine, Paris[22]
- 2020 : Alain Keler, journal d’un photographe, Geopolis, centre de photojournalisme, Bruxelles[23],[24].
- 2021 : Juke Joint Blues, dans le cadre du Festival Travelling, Maison des associations, Rennes, du 1er février au 19 mai 2021[25].
- 2021 : America, Fisheye Gallery, Paris, du 11 mars au 30 avril 2021[7].
- 2021 : Grande et petite histoire, Festival Les Azimutés, Uzès, du 13 mai au 26 juin 2021[26].
- 2021 : Back to Black, avec les photographes de l’agence MYOP, Galerie Henri Comte, Arles[27]
- 2021 : Los pasos perdidos: Buscando al Dr. Mengele, Centro de Artes Visuales/Museo del Barro, Asunción[28].
- 2021 : Back to Black, avec les photographes de l’agence MYOP, Stimultania, pôle de photographie, Strasbourg[29]
- 2022 : Pensar y Repensar: El Frontón y Ayacucho. 1982, Centre culturel de l’UNSCH, Ayacucho, Pérou
- 2023 : Chili 74, Maison des associations de Rennes, du 2 février au 23 mars
- 2024 : Traversées, Château du Pin, Fabras, Ardèche, du 21 juillet au 3 novembre
- 2025 : Journal de photographes, Alain Keler et Pascal Maitre, Galerie Polka, Paris

## Prix et distinctions

### Prix
- 1986 : Grand Prix Paris Match du photojournalisme pour Éthiopie, déportation des Éthiopiens du nord vers le sud,
- 1986 : World Press Photo catégorie nature : premier prix avec L’Éthiopie sous la pluie[30],
- 1997 : Prix W. Eugene Smith pour Vents d’Est, travail sur les minorités dans l’ex-monde communiste, New York, USA[15],[31].
- 2004 : Lauréat de la fondation 3P à Paris pour le projet « Le pays de la terre qui brûle », ou la complexité du conflit israélo-palestinien.
- 2022 : Visa d’or d’honneur du Figaro Magazine pour l’ensemble de sa carrière professionnelle[18].

### Distinction
- 2023 :  Officier de l'ordre des Arts et des Lettres, par arrêté du 2 novembre 2023[32].